# Antarchaea curvata
Antarchaea curvata är en fjärilsart som beskrevs av Barnes 1916. Antarchaea curvata ingår i släktet Antarchaea och familjen nattflyn. Inga underarter finns listade i Catalogue of Life.